# Pristimantis ernesti
Pristimantis ernesti es una especie de rana en la familia Craugastoridae. Es un endemismo de la cumbre del Sumaco, un volcán en la provincia de Napo, Ecuador. Es el nombre de Dr. Ernst Williams, un amigo y colega del científico que describió la especie. Es una especie poco estudiada.

## Descripción
Los machos miden unos 29 mm de longitud de hocico a cloaca. El tamaño femenino es desconocido. El dorso es de color café con manchas de color gris oscuro, incluyendo una marca "W" en la espalda superior. La piel dorsal es glandular con crestas dorsolaterales prominentes.

## Hábitat y conservación
Su natural de hábitat es de pastizales y matorrales en la cima del Sumaco. Fuentes herpetológicas citan la altitud como cerca de 1.900 m, aunque otras fuentes dan una elevación máxima de 3.732 m a esta montaña. El volcán se encuentra en el Parque nacional Sumaco Napo-Galeras. Sin embargo, se limita a un solo lugar, la población es procesos estocásticos vulnerables.